# Günther Löser
Günther Löser († um 1425) gilt als der fünfte Erbmarschall der Kursachsen und herzoglicher Hofmeister.

## Leben
Er stammt aus dem im Kurkreis ansässig gewesenen Adelsgeschlecht Löser und ist der älteste Sohn von Conrad Löser, der im Besitz des Erbmarschallamts im Kurfürstentum Sachsen war.
Matthias und Wilhelm Löser waren seine zwei jüngeren Brüder, von denen Wilhelm Löser Stammvater einer eigenen Linie der Familie Löser wurde.
Günther Löser hinterließ die drei Söhne Heinrich, Dam und Günther Löser.